# Rhynchoribates excelsior
Rhynchoribates excelsior är en kvalsterart som beskrevs av Sandór Mahunka 1985. Rhynchoribates excelsior ingår i släktet Rhynchoribates och familjen Rhynchoribatidae. Inga underarter finns listade i Catalogue of Life.